# شهرداری گوری
شهرداری گوری (به لاتین: Gori Municipality) یک منطقهٔ مسکونی در گرجستان است که در شیدا کارتلی واقع شده‌است. شهرداری گوری ۱٬۳۵۲ کیلومتر مربع مساحت و ۱۲۵٬۶۹۲ نفر جمعیت دارد.